# Pilosella bauhini
Pilosella bauhinii (нечуйвітер дивовижний як Hieracium thaumasium, нечуйвітер клейкий як Hieracium viscidulum, нечуйвітер напівпарасолькоцвітий як Hieracium cymanthum, нечуйвітер рівновершинний як Hieracium fastigiatum, нечуйвітер Ройовського як Hieracium rojowskii, нечуйвітер складчастий як Hieracium plicatulum, нечуйвітер темноприквітковий як Hieracium obscuribracteum, нечуйвітер найшорсткіший як Hieracium hispidissimum) — вид рослин з родини айстрових (Asteraceae), поширений у Європі й західній Азії.

## Опис
Багаторічні від сірих до сіро-зелених рослини з наземною розеткою листя. Стебло пряме, завдовжки 30–70 см, поздовжньо бороздчасте, голе або з спорадичними або розсипаними жорсткими волосками, рідко із зоряними або залозистими волосками. Листки цілокраї, голі або на краю й ззаду на середній жилці з більш жорсткими довгими волосками, рідше на звороті з рідкісними зірчастими волосками. Стеблових листків 2–4. Наземних розеткових листків 4–10, черешкові, зовнішні (з попереднього року) обернено-ланцетні, з округлою верхівкою, внутрішні 6.5–15(20) × 0.6–1.1(1.5) см, вузько довгасті еліптичні до довгасто-обернено-ланцетних, загострені на верхівці. Кошик 10–35(50), стебла кошика з від рідкісних до численних чорними стебловими залозами, від рідкісних до густих зірчастих волосся, іноді з більш жорсткими поодинокими волосками. Приквітки 5–8 мм завдовжки. Квітки ланцетні, язички завдовжки до 9 мм, жовті, з жовтими стовпчиками. Сім'янка довжиною 1.7–2.0 мм, коричнево-чорна

## Поширення
Поширений у Європі й західній Азії (Албанія, Австрія, Естонія, Литва, Білорусь, Бельгія, Болгарія, Московія, Чехія, Словаччина, Фінляндія, Франція, Німеччина, Велика Британія, Греція (у т. ч. Східно-Егейські острови), Угорщина, Італія, Ліван, Люксембург, Молдова, Нідерланди, Північний Кавказ, Польща, Румунія, Швеція, Швейцарія, Азербайджан, Вірменія, Грузія, Туреччина (у т. ч. європейська), Україна (у т. ч. Крим), Боснія-Герцеговина, Чорногорія, Хорватія, Македонія, Словенія, Сербія).
В Україні вид росте на узліссях світлих лісів, краях боліт, луках, кам'янистих схилах, пісках, у відкритих місцях — у Закарпатті, Карпатах, Прикарпатті, Розточчі-Опіллі, Поліссі, Лісостепу, Криму.